# Данилов, Иван Васильевич
Иван Васильевич Данилов (1952, Ленинград — 1998, Архангельск) — советский и российский мастер колокольной музыки, историк, путешественник.

## Биография
Родился 21 октября 1952 года в Ленинграде. Окончил восьмилетнюю школу, а среднее образование завершил в селе Сура Пинежского района Архангельской области.
Окончил исторический факультет Архангельского государственного педагогического института имени М. В. Ломоносова. Работал в Архангельском музее деревянного зодчества сначала научным сотрудником, потом — 14 лет — главным хранителем. Был членом Учёного Совета музея.
С 1990 года — сотрудник Института экологических проблем Севера Уральского отделения РАН. В декабре 1995 вернулся в музей деревянного зодчества научным сотрудником.
Колокольными звонами начал заниматься в мае 1975 года. Восстановил праздничные колокольные звоны Архангельского Севера, сочинял свои музыкальные произведения, отрабатывал технику игры на деревянной звоннице, оборудованной 6-12 колоколами, одного специалиста. Музыка И.Данилова использовалась в историческом художественном фильме «Дым Отечества» (Свердловская к/с, 1979 г.), «Россия молодая». Он разработал колокольные мелодии для мультипликационного фильма по сказкам Бориса Шергина и С.Писахова «Архангельские новеллы» .В художественном фильме «Матвеева радость», поставленном режиссёром И.Поплавской по произведениям Б.Шергина («Мосфильм», 1985 г.), не только прозвучали звоны Ивана Данилова, но он исполнил роль Устина Бородатого. На Всесоюзной фирме грамзаписи «Мелодия» вышли две пластинки со звонами Ивана Данилова : «Звоны Северные» (1982) и «Архангельские колокола» (1989).
Скончался 24 апреля 1998 года. Похоронен в Архангельске на Кузнечевском кладбище.

## Память
- Малой планете номер 29345 Солнечной системы присвоено имя Ивана Данилова.
- В Архангельске проводятся «Даниловские чтения».